# Little Pattie
Patricia Thelma Thompson (nacida Amphlett; Sídney, 17 de marzo de 1949), conocida por su nombre artístico Little Pattie, es una cantante australiana exponente de la música surf en la década de 1960 para posteriormente abordar música contemporánea para adultos. Su sencillo debut de noviembre de 1963 «He's My Blonde Headed, Stompie Wompie, Real Gone Surfer Boy» alcanzó la segunda posición en las listas de Sídney y alcanzó el puesto 19 en el Kent Music Report.
Apareció regularmente en programas de televisión de variedades, incluyendo Bandstand y fue telonera en las giras de Col Joye y Joy Boys. Durante la guerra de Vietnam fue al campo a entretener a las tropas de Nui Dat, antes de la batalla de Long Tan del 18 de agosto de 1966; en 1994 fue condecorada en reconocimiento de sus servicios en apoyo de las Fuerzas Armadas australianas en las operaciones en Vietnam.

## Discografía

### Álbumes
- The Many Moods of Little Pattie (1964) EMI / HMV
- Pattie (1965) EMI / HMV
- Little Things Like This (1965) EMI / HMV
- The Best of Little Pattie (1968)  EMI / Columbia Records
- Beautiful in the Rain (1969) EMI / Columbia Records
- I Will Bring You Flowers (1972) ATA / Festival Records como Pattie Amphlett
- Sunshine of Your Life (1974) ATA / Festival Records como Pattie Amphlett
- Only If You Want To (1977) ATA / Festival Records como Pattie Amphlett
- 20 Stompie Wompie Hits! (1981) EMI
- Moments Like This (1995) Labrava

### Extended play
- He's My Blonde Headed Real Gone Stompie Wompie Surfer Boy (1963) EMI / HMV
- Little Pattie (1964)
- Pushin' a Good Thing Too Far (1965) EMI / HMV
- Dance Puppet Dance (1965)
- I'll Eat My Hat (1967) EMI / HMV